# Longueau
Longueau is een gemeente in het Franse departement Somme (regio Hauts-de-France). De plaats maakt deel uit van het arrondissement Amiens. Longueau telde op 1 januari 2022 5.726 inwoners. 

## Geografie
De oppervlakte van Longueau bedroeg op 1 januari 2022 3,42 vierkante kilometer; de bevolkingsdichtheid was toen 1.674,3 inwoners per km².
De onderstaande kaart toont de ligging van Longueau met de belangrijkste infrastructuur en aangrenzende gemeenten.

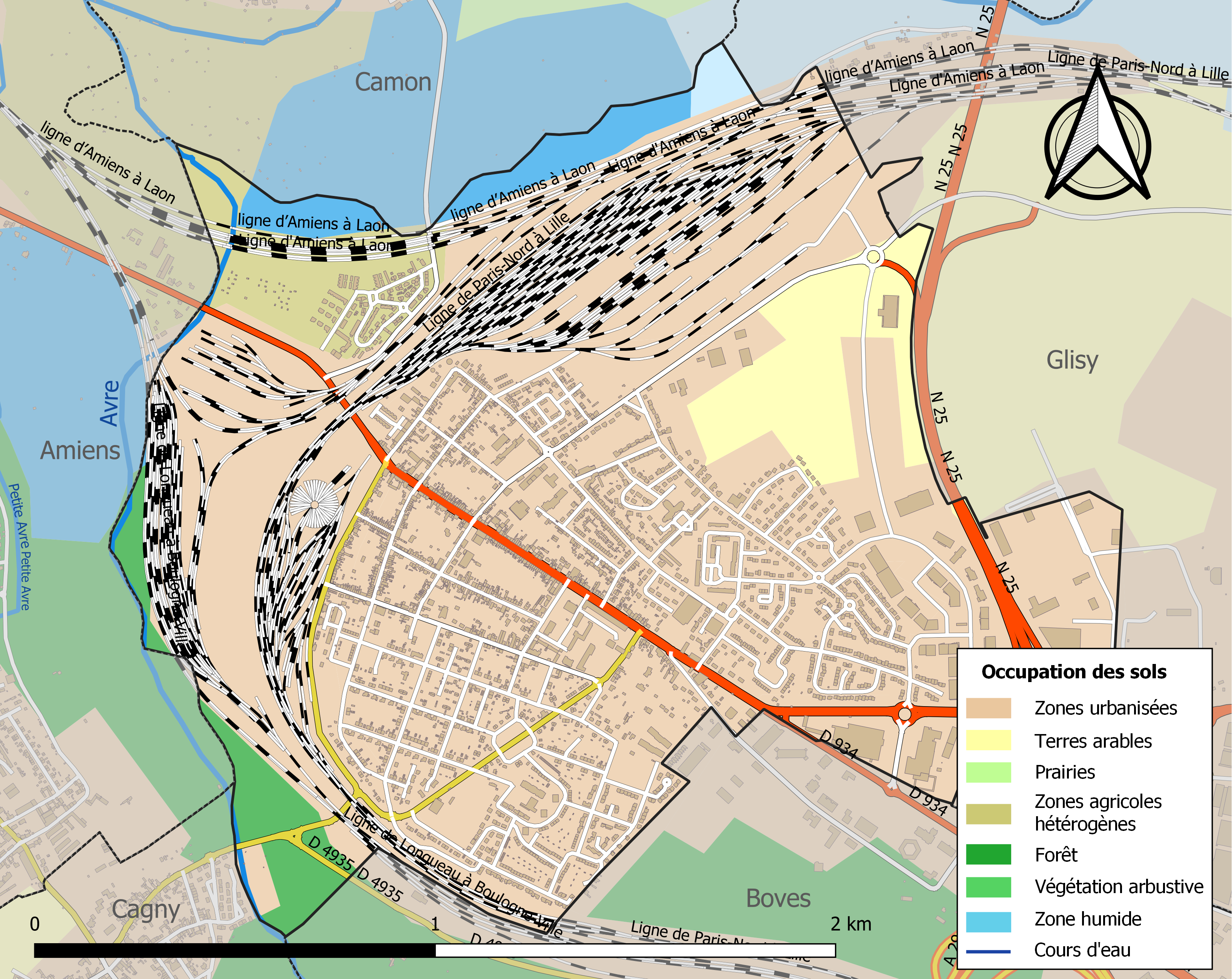

## Geschiedenis
De plaats lag op de oude koninklijke weg, die het tracé van de Romeinse weg volgde, tussen Reims en Amiens. In de 19e eeuw werden de vruchtbare landbouwgronden in de vallei van de Avre onteigend om een groot spoorwegdepot te bouwen. Hier werden de treinen bevoorraad met kolen en water. De bevolking van de gemeente groeide omdat spoorwegarbeiders zich hier vestigden.

## Verkeer en vervoer
In de gemeente ligt spoorwegstation Longueau.

## Demografie
Onderstaande figuur toont het verloop van het inwonertal (bron: INSEE-tellingen).